# Zona eufotica
La zona eufotica (o zona fotica; i termini vengono dal greco e significano ben illuminata) è una zona di un dato ecosistema acquatico in cui si ha un livello ottimale di luce solare in entrata, sufficiente a permettere la fotosintesi da parte delle piante e dei batteri fotosintetici.
Come conseguenza, si ha che la produzione primaria di materia organica derivante dalla fotosintesi supera il consumo di materia organica derivante dalla respirazione.

## Fotosintesi nella zona eufotica
Nella zona fotica, il tasso di fotosintesi supera il tasso di respirazione. Ciò è dovuto all'abbondante energia solare che viene utilizzata come fonte di energia per la fotosintesi da produttori primari (un organismo che produce composti organici complessi come carboidrati, grassi e proteine utilizzando carbonio da sostanze semplici come l'anidride carbonica, generalmente utilizzando energia dalla luce o reazioni chimiche inorganiche) come il fitoplancton. Questi fitoplancton crescono molto rapidamente a causa della forte influenza della luce solare, consentendone la produzione a un ritmo rapido. In effetti, il 95 % della fotosintesi nell'oceano si verifica nella zona fotica. Pertanto, più in profondità, oltre la zona fotica, ad esempio nel punto di compensazione, c'è poco o nessun fitoplancton, a causa della luce solare insufficiente. La zona che si estende dalla base della zona eufotica fino a circa 200 metri è talvolta chiamata zona disfotica.

## Vita nella zona eufotica
Il 90% della vita marina vive nella zona fotica, che è profonda circa 200 metri. Questo include fitoplancton (piante), inclusi dinoflagellati, diatomee, cianobatteri, coccolitofori e criptoficee. Comprende anche lo zooplancton, i consumatori nella zona fotica. Ci sono carnivori ed erbivori. Successivamente, i copepodi sono i piccoli crostacei distribuiti ovunque nella zona fotica. Infine, ci sono i necton (animali che possono muoversi da soli, come pesci, calamari e granchi), che sono gli animali più grandi e più evidenti della zona fotica, ma la loro quantità è la più piccola tra tutti i gruppi.
La profondità della zona fotica dipende dalla trasparenza dell'acqua. Se essa è molto limpida, la zona fotica può diventare molto profonda. Se è molto torbida, può essere profonda solo 50 piedi (15 metri).

## Assorbimento di nutrienti nella zona eufotica
A causa dell'assorbimento biologico, la zona fotica ha livelli relativamente bassi di concentrazioni di nutrienti. Di conseguenza, il fitoplancton non riceve abbastanza nutrienti quando c'è un'elevata stabilità della colonna d'acqua. La distribuzione spaziale degli organismi può essere controllata da una serie di fattori. I fattori fisici includono: temperatura, pressione idrostatica, miscelazione turbolenta come il flusso turbolento verso l'alto di azoto inorganico attraverso la nutriclina. I fattori chimici includono ossigeno e oligoelementi. I fattori biologici includono il pascolo e le migrazioni.
La profondità è, per definizione, dove la radiazione viene degradata fino all'1% della sua forza superficiale.

## Attenuazione della luce

La crescita del fitoplancton è influenzata dallo spettro cromatico della luce e, nel processo chiamato fotosintesi, assorbe la luce nella gamma blu e rossa attraverso i pigmenti fotosintetici.

La maggior parte dell'energia solare che raggiunge la Terra è nella gamma della luce visibile, con lunghezze d'onda comprese tra circa 400-700 nm. Ogni colore della luce visibile ha una lunghezza d'onda unica e insieme formano la luce bianca. Le lunghezze d'onda più corte si trovano all'estremità viola e ultravioletta dello spettro, mentre le lunghezze d'onda più lunghe si trovano all'estremità rossa e infrarossa. Nel mezzo, i colori dello spettro visibile comprendono il familiare “ROYGBIV”; rosso, arancione, giallo, verde, blu, indaco e viola.
L'acqua è molto efficace nell'assorbire la luce in entrata, quindi la quantità di luce che penetra nell'oceano diminuisce rapidamente (si attenua) con la profondità. A un metro di profondità rimane solo il 45% dell'energia solare che cade sulla superficie dell'oceano. A 10 metri di profondità è ancora presente solo il 16% della luce e a 100 metri solo l'1% della luce originaria. Nessuna luce penetra oltre i 1000 metri.
Oltre all'attenuazione complessiva, gli oceani assorbono le diverse lunghezze d'onda della luce a velocità diverse. Le lunghezze d'onda alle estremità dello spettro visibile vengono attenuate più velocemente di quelle nel mezzo. Le lunghezze d'onda più lunghe vengono assorbite per prime; il rosso viene assorbito nei 10 metri superiori, l'arancione a circa 40 metri e il giallo scompare prima dei 100 metri. Le lunghezze d'onda più corte penetrano ulteriormente, con la luce blu e verde che raggiunge le profondità più lunghe.
Questo è il motivo per cui le cose appaiono blu sott'acqua. Il modo in cui i colori vengono percepiti dall'occhio dipende dalle lunghezze d'onda della luce che vengono ricevute dall'occhio stesso. Un oggetto appare rosso agli occhi perché riflette la luce rossa e assorbe altri colori. Quindi l'unico colore che raggiunge l'occhio è il rosso. Il blu è l'unico colore della luce disponibile in profondità sott'acqua, quindi è l'unico colore che può essere riflesso nell'occhio e di conseguenza tutto ha una sfumatura blu sott'acqua. Un oggetto rosso in profondità non apparirà rosso all'occhio umano perché non c'è luce rossa disponibile per riflettersi sull'oggetto. Gli oggetti nell'acqua appariranno come i loro colori reali solo vicino alla superficie dove tutte le lunghezze d'onda della luce sono ancora disponibili, o se le altre lunghezze d'onda della luce sono fornite artificialmente, ad esempio illuminando l'oggetto con una luce subacquea.
L'acqua in mare aperto appare limpida e blu perché contiene molto meno particolato, come il fitoplancton o altre particelle sospese, e più l'acqua è limpida, più profonda sarà la penetrazione della luce. La luce blu penetra in profondità e viene dispersa dalle molecole d'acqua, mentre tutti gli altri colori vengono assorbiti; così l'acqua appare blu. D'altra parte, l'acqua costiera appare spesso verdastra. L'acqua costiera contiene molto più limo sospeso, alghe e organismi microscopici rispetto al mare aperto. Molti di questi organismi, come il fitoplancton, assorbono la luce nella gamma blu e rossa attraverso i loro pigmenti fotosintetici, lasciando il verde come lunghezza d'onda dominante della luce riflessa. Pertanto, maggiore è la concentrazione di fitoplancton nell'acqua, più verde appare. Piccole particelle di limo possono anche assorbire la luce blu, spostando ulteriormente il colore dell'acqua dal blu quando ci sono alte concentrazioni di particelle sospese.
L'oceano può essere suddiviso in strati di profondità a seconda della quantità di penetrazione della luce. I 200 metri superiori sono indicati come zona fotica o eufotica. Questa rappresenta la regione in cui può penetrare abbastanza luce per supportare la fotosintesi e corrisponde alla zona epipelagica. Da 200 a 1000 metri si trova la zona disfotica, o zona crepuscolare (corrispondente alla zona mesopelagica). C'è ancora un po' di luce a queste profondità, ma non abbastanza per supportare la fotosintesi. Sotto i 1000 metri c'è la zona afotica, dove la luce non penetra. Questa regione comprende la maggior parte del volume dell'oceano, che si trova nella completa oscurità.

## Galleria d'immagini

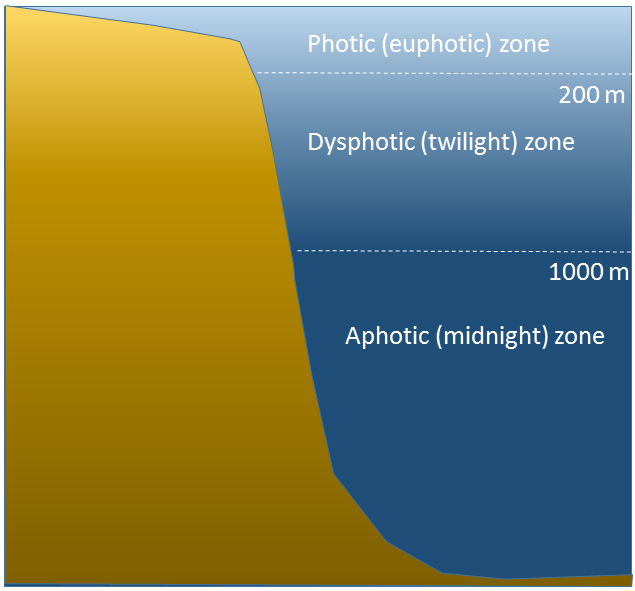
Zone della colonna d'acqua definite dalla quantità di penetrazione della luce. Il mesopelagico è talvolta indicato come la zona disfotica.
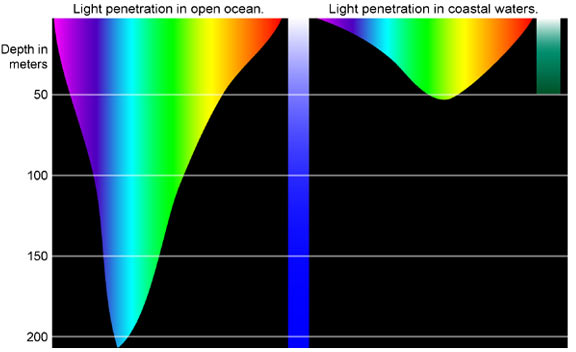
Confronto delle profondità in cui diversi colori di luce penetrano nelle acque oceaniche aperte e nelle acque costiere più torbide. L'acqua assorbe i colori più caldi delle lunghezze d'onda lunghe, come il rosso e l'arancione, e disperde i colori più freddi delle lunghezze d'onda corte[18].
Strati della zona pelagica